# National Museum of Australia

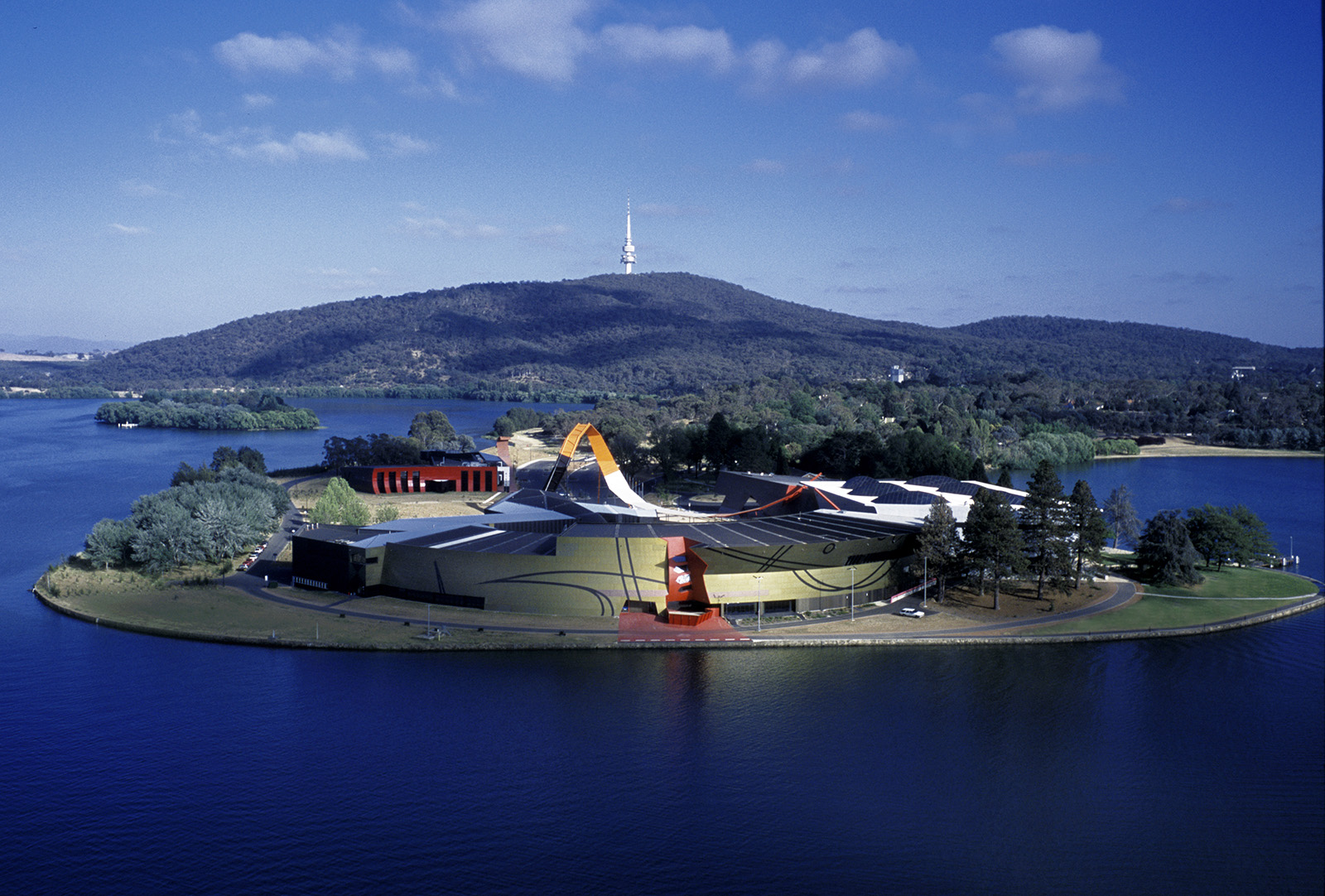
Blick auf das Museumsgelände, hinten der Black Mountain

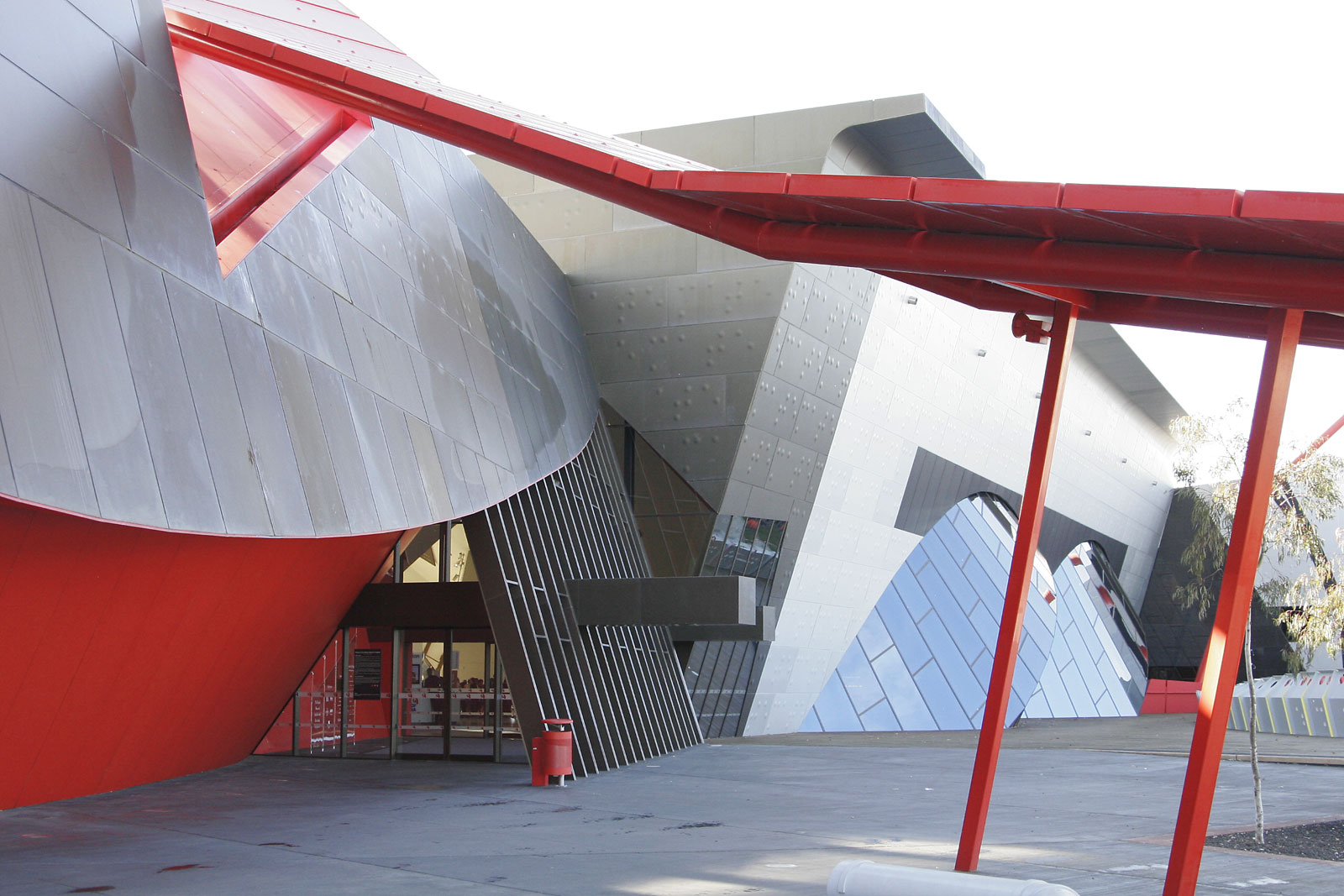
Haupteingang

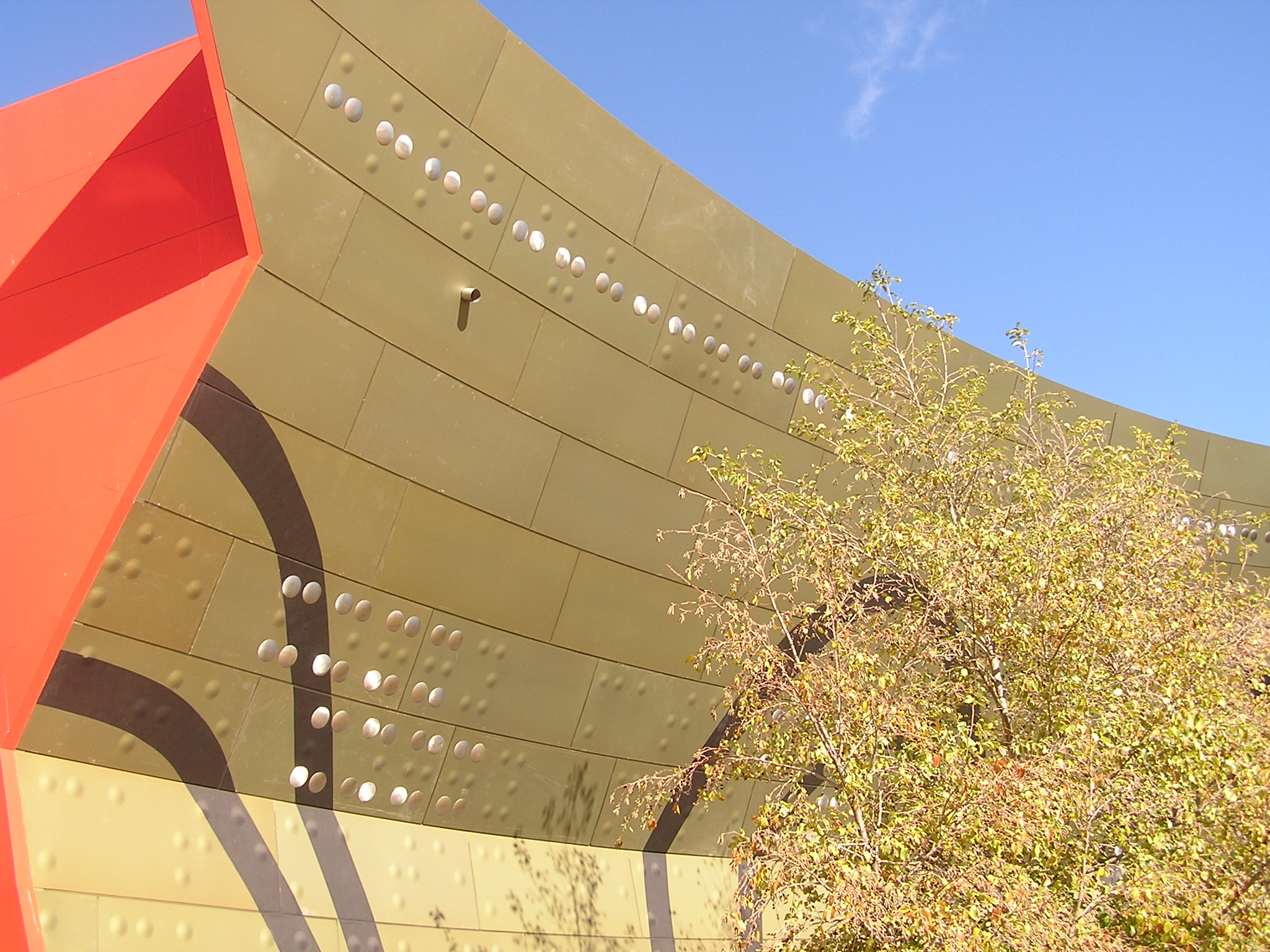
Braille-Inschrift

Das National Museum of Australia (NMA) (deutsch Australisches Nationalmuseum) ist ein Museum in der australischen Hauptstadt Canberra. Es zeigt praktisch jeden Aspekt des Lebens der Australier und ihrer Kultur. Die Sammlung reicht von der bis zu 50.000 Jahre alten Kultur der Aborigines bis hin zur europäischen Besiedlung und wirft auch einen Blick in die Zukunft. Das Museum befindet sich seit 2001 in der Nähe der Australian National University auf der Acton-Halbinsel im Lake Burley Griffin. An diesem Standort befand sich zuvor das 1997 abgerissene Royal Canberra Hospital. Dadurch konnte die Sammlung, die seit der Verabschiedung eines entsprechenden Gesetzes im Jahr 1980 ständig vergrößert worden war, an einem einzigen Ort zusammengefasst werden.

## Architektur
Das von Howard Raggatt entworfene postmoderne Gebäude an der Spitze der Acton-Halbinsel erinnert von der Form her an verknüpfte Seile, welche die Bewohner Australiens symbolisch miteinander verbinden. Die Architekten erklärten dazu: „Wir dachten, dass die Geschichte Australiens nicht nur eine, sondern viele miteinander verwickelte Geschichten sei. Nicht eine autorisierte Version, sondern ein rätselhafter Zusammenfluss; nicht nur die Auflösung der Differenz, sondern ihre rückhaltlose Umarmung.“ Das Gebäude soll das Zentrum eines Knotens darstellen, wobei sich Schleppseile oder -streifen vom Gebäude aus erstrecken. Die offensichtlichste dieser Erweiterungen bildet eine große Schleife, bevor sie zu einem Gehweg wird, der sich am benachbarten Gebäude des Australian Institute of Aboriginal and Torres Strait Islander Studies vorbei erstreckt und in einer großen Locke endet, so als hätte sich ein riesiges Band zufällig am Boden entrollt. Das als Uluru Axis bekannte Band richtet sich auf das zentralaustralische Naturdenkmal Uluru aus. Es integriert das Gelände symbolisch mit der Planhauptstadt von Walter Burley Griffin und dem spirituellen Herzen der australischen Ureinwohner.
Die Form der Haupteingangshalle setzt dieses Thema fort: Es ist, als ob das ansonsten rechteckige Gebäude einen komplexen Knoten umschließt, der nicht ganz hineinpasst. Der völlig unsymmetrische Gebäudekomplex ist so konzipiert, dass er nicht wie ein Museum aussieht – mit verblüffenden Farben und Winkeln, ungewöhnlichen Räumen und unvorhersehbaren Projektionen und Texturen. Das Gebäude ist zwar schwer genau zu kategorisieren, kann aber als ein Beispiel für Charles Jencks’ „neues Paradigma“ angesehen werden; es lassen sich auch einige Merkmale des Dekonstruktivismus identifizieren. Das Gebäudekonzept, das auf der Idee einer „verworrenen Vision“ basiert, umfasst eine Vielzahl von Referenzen, darunter
- Philosophy Tape von Bea Maddock
- Blue Poles von Jackson Pollock
- eine boolesche Zeichenkette, ein Knoten und der Ariadnefaden
- die Traumzeit-Geschichte der Regenbogenschlange.[4]

Die Architektur soll also implizieren, dass die Geschichte Australiens nicht eine einzige Geschichte ist, sondern aus vielen miteinander verwobenen Geschichten besteht. Das Gebäude bezieht sich auch auf andere Bauwerke oder zitiert sie:
- ein von Walter Burley Griffin entworfener Kreuzgang im Newman College in Melbourne
- das Sydney Opera House – sowohl die von Jørn Utzon als auch die von den anderen Architekten entworfenen Teile
- die Muschelkurven von Félix Candela
- das TWA Flight Center von Eero Saarinen am John F. Kennedy International Airport
- ein Bogen von Richard Serra
- der Garten der australischen Träume soll eine Reihe verschiedener Kartographien hervorrufen
- die Wände verwenden ausgewählte Fragmente des Wortes Eternity („Ewigkeit“) – sie erinnern an Arthur Stace, der dreißig Jahre lang dieses eine Wort auf die Bürgersteige von Sydney geklebt hat.[4]

Das umstrittenste Zitat ist ein Verweis auf das 1999 eröffnete Jüdische Museum Berlin von Daniel Libeskind. Enthalten ist nämlich eine exakte Kopie des zickzackförmigen Blitzes, das Libeskind für das Berliner Museum schuf, indem er einen Davidstern zerbrach. Das Magazin The Bulletin erhob erstmals im Juni 2000 öffentlich den Vorwurf des Plagiats. Libeskind soll über die Kopie verärgert gewesen sein. Raggatt verteidigte sich mit dem Hinweis, dass es sich bei dem Design um ein Zitat und nicht um eine Kopie handle. Museumsdirektorin Dawn Casey behauptete in der Presse, dass sie und der Museumsrat sich dieser Symbolik nicht bewusst gewesen seien, als sie dem Design zustimmten.
Die Außenseite des Gebäudes ist mit anodisierten Aluminiumplatten verkleidet. Viele der Tafeln enthalten in Brailleschrift geschriebene Wörter und andere dekorative Elemente. Darunter sind auch umstrittene Wörter und Phrasen wie sorry („Entschuldigung“) und forgive us our genocide („Vergib uns unseren Völkermord“). Diese kontroverseren Botschaften wurden mit Silberscheiben verdeckt, die auf der Oberfläche angebracht sind und die Brailleschrift unleserlich machen.

## Ausstellung

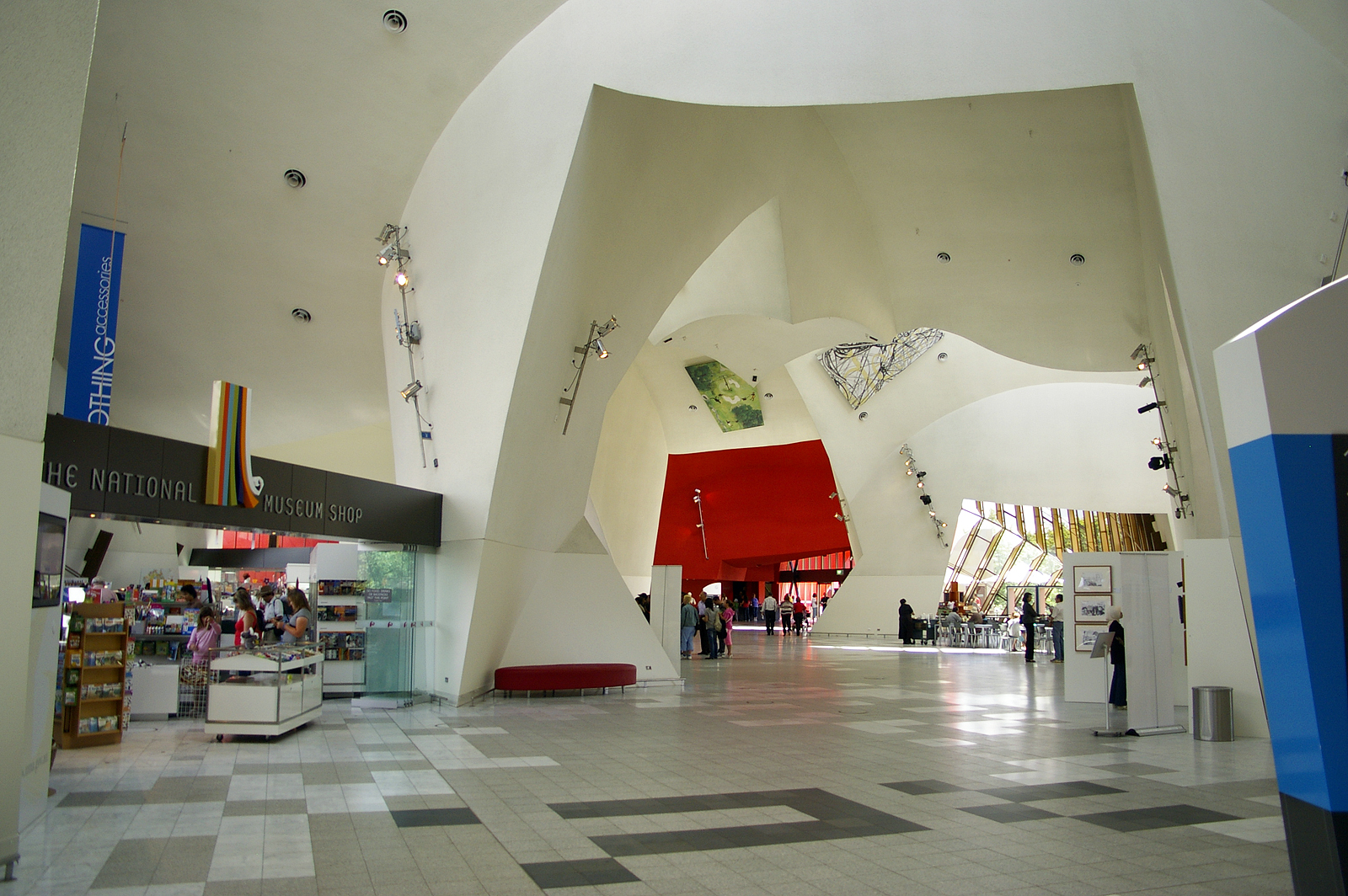
Zentrale Halle des Museums

Den Grundstock der Sammlung bildet die National Historical Collection (nationale historische Sammlung) mit über 210.000 Objekten, welche die Geschichte und das kulturelle Erbe Australiens repräsentieren. Die Sammlung konzentriert sich auf drei Themen: die Kultur und Geschichte der Aborigines und der Torres-Strait-Insulaner, die australische Geschichte und Kultur seit der Besiedlung durch die Europäer im Jahr 1788 sowie die Interaktionen zwischen den Menschen und der australischen Umwelt. Zu den bemerkenswerten Objekten gehören:
- Fahrräder im Besitz des australischen Radfahrers und Gewinners der Tour de France 2011 Cadel Evans
- von Kapitän James Cook verwendete Navigationsinstrumente
- ein Holey Dollar, die erste in Australien geprägte Münze
- von John Konrads bei den Olympischen Sommerspielen 1960 in Rom gewonnene olympische Medaillen
- Requisiten der Kinder-Fernsehshow Play School
- eine australische Flagge, die nach den Anschlägen vom 11. September in den Ruinen des World Trade Center Three gefunden wurde
- Objekte im Zusammenhang mit Expedition von Burke und Wills

Das Museum fungiert auch als vorübergehender Aufbewahrungsort für die Rückführung der Überreste der Vorfahren der Ureinwohner. Es beteiligt sich an Projekten zur Rückführung der Überreste der australischen Ureinwohner, die sich in den Sammlungen von Museen auf der ganzen Welt befinden, in ihre Herkunftsgemeinschaften. Im Rahmen dieser Projekte wurden bis März 2019 mehr als 1400 Überreste zurückgebracht.

## Geschichte
Im Verlaufe des 20. Jahrhunderts gab es sporadisch Vorschläge für ein australisches Nationalmuseum, doch aufgrund von Kriegen, Wirtschaftskrisen und politischer Untätigkeit geschah lange nichts Konkretes. Eine nationale Untersuchung im Jahr 1975 (der „Pigott-Bericht“) führte schließlich zur formellen Gründung des Museums im Jahr 1980 mit der Verabschiedung des National Museum of Australia Act durch das Parlament. Die Sammeltätigkeit begann mit der Übernahme verschiedener Sammlungen der Bundesregierung. Als möglicher Standort des Museums war zunächst die Halbinsel Yarramundi Reach in der Nähe des Scrivener-Damms vorgesehen. Im November 1991 wurde das Royal Canberra Hospital auf der Acton-Halbinsel geschlossen und schließlich im Juli 1997 abgerissen. Die Bundesregierung kündigte im Dezember 1996 an, dass das neue Museum auf der frei werdenden Fläche entstehen soll und sicherte die Finanzierung zu. Die Eröffnung erfolgte am 11. März 2001 und war gleichzeitig eine der Hauptveranstaltungen zur Hundertjahrfeier des Australischen Bundes.
Am Nachmittag des 29. Dezember 2006 wurde Canberra von einem schweren Unwetter heimgesucht, das im Verwaltungsbereich des Museums Schäden am Dach verursachte. Die Decke stürzte unter dem Gewicht des Hagels ein und legte Stromkabel frei; der Boden stand zwei Zentimeter unter Wasser. Das Wasser beschädigte auch mehrere Gemälde eines Künstlers aus Sydney, die Teil einer Ausstellung über australische Lebensretter waren. Der Hauptteil des Gebäudes blieb jedoch unberührt und nichts aus der Sammlung kam zu Schaden. Das Gebäude wurde einen Tag später wieder für die Öffentlichkeit geöffnet, die Schäden beliefen sich auf über eine halbe Million Dollar.
2012 begannen die Bauarbeiten an einem neuen Verwaltungstrakt. Die Verlegung des Museumscafés dorthin ermöglichte eine optimalere Nutzung der riesigen Eingangshalle für das Ausstellen großer Objekte der Sammlung, beispielsweise Fahrzeuge. Im Dezember 2012 ging das neue Café in Betrieb, die übrigen Arbeiten waren im März 2013 abgeschlossen. Das Gebäude ist mit farbigen Fliesen verkleidet, die in Form eines QR-Codes angeordnet sind.